# Găneasa (okręg Ilfov)
Găneasa – wieś w Rumunii, w okręgu Ilfov, w gminie Găneasa. W 2011 roku liczyła 861 mieszkańców.